# Flucht in den Norden

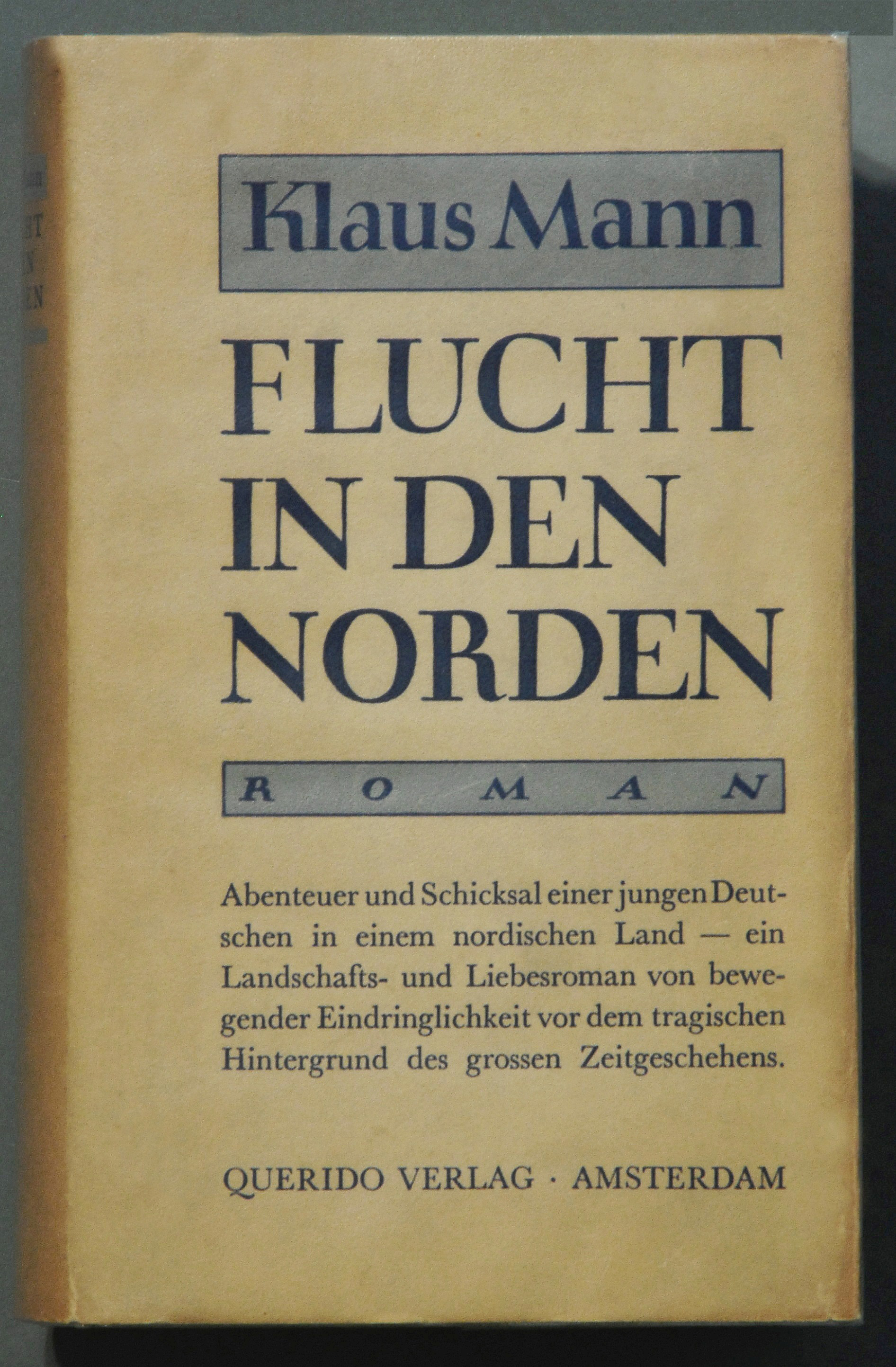
Verlagsumschlag der Erstausgabe

Flucht in den Norden ist der erste Roman, den Klaus Mann im Exil geschrieben hat. Er erschien 1934 im Querido Verlag, Amsterdam.

## Handlung
Der Roman handelt vom klassischen Konflikt zwischen Liebe und Pflicht. Er erzählt die Geschichte einer jungen deutschen Frau namens Johanna, aus bürgerlichem Hause, aber mit dem Kommunismus verbunden, die vor den Nationalsozialisten nach Finnland auf das Gut der Familie ihrer Studienfreundin Karin geflohen ist. Sie verliebt sich leidenschaftlich in Ragnar, den Bruder ihrer Freundin, und erlebt mit ihm die Schönheit der Natur Finnlands. Eine Depesche ihres Bruders holt sie in die Wirklichkeit zurück, denn ihr Parteifreund Bruno ist in Deutschland auf der Flucht erschossen worden. Sie wird aufgefordert, nach Paris zu ihren Genossen zu kommen, um den gemeinsamen Kampf fortzusetzen. Johanna entscheidet sich, dem Rufe zu folgen.

## Wirkung
Flucht in den Norden besticht durch die Schilderungen der finnischen Landschaft und seiner dort lebenden Menschen. Klaus und Erika Mann sowie ihre Freundin Annemarie Schwarzenbach hatten auf ihren Reisen 1932 auch dieses Land aufgesucht. Klaus Mann hatte seine Beziehung dort zu dem Finnen Hans Aminoff (1904–1968) nicht in den Roman aufgenommen, sondern die Geschichte einer heterosexuellen Liebe erzählt. Kritiker meinen allerdings, dass die Figur der Johanna eher wie ein Jüngling wirke. Das ist allerdings auch beabsichtigt, denn wie Klaus Mann in seiner Autobiografie Der Wendepunkt schreibt, hatte er ihr die Züge der androgynen Annemarie Schwarzenbach gegeben.
Der Roman hatte Erfolg, außer der Buchausgabe gab es 65 Folgen als Fortsetzungsroman in der Exilzeitung Pariser Tageblatt und Veröffentlichungen in England beim Verlag Gollancz und in den USA bei Knopf unter dem Titel Journey into Freedom.
Der Roman wurde 1985/1986 von Ingemo Engström verfilmt.